# Евридика (Атина)
Вижте пояснителната страница за други личности с името Евридика.
Евридика (на старогръцки: Ευρυδίκη η Αθηναία, Eurydike, † сл. 306 г. пр. Хр.) е втората съпруга на Деметрий I Полиоркет.
Тя е атинянка от фамилията на Милтиад. Тя се омъжва за пръв път за македонеца Офел, владетел на Кирена през 322 г. пр. Хр. - 308 г. пр. Хр. След неговата смърт (308 г. пр. Хр.) тя се връща обратно в Атина. Когато диадох Деметрий I Полиоркет посещава града през 306 г. пр. Хр. се омъжва за Евридика. Тя ражда син Корхагос.